# NGC 5459
إن جي سي 5459 في الفهرس العام الجديد، هي مجرة، تقع في كوكبة العواء. اكتشفت في 23 مارس 1887 بواسطة لويس سويفت.

## روابط خارجية
- NGC 5459 على موقع ويكي سكاي: DSS2, SDSS, GALEX, IRAS, Hydrogen α, X-Ray, Astrophoto, Sky Map, Articles and images